# Jan Bolemil Erben
Jan Bolemil Erben (14. dubna 1836 Nová Paka – 1923) byl česko-americký evangelický pastor, kazatel, novinář, redaktor v počátcích českých krajanských periodik v USA, člen Sokola a spolkový činovník dlouhodobě žijící a působící v St. Louis, Missouri. Roku 1860 spoluzaložil a jako šéfredaktor zpočátku vedl vůbec druhý česky psaný krajanský časopis, zvaný Národní Noviny, který byl později sloučen s časopisem Slowan Amerikánský do českých novin Slávie, vycházejících od roku 1861. Rovněž se roku 1865 podílel na založení první české jednoty Sokol ve Spojených státech.

## Život

### Mládí
Narodil se jako Jan Václav Erben v Nové Pace v severovýchodních Čechách. Studoval gymnázium v Praze, posléze vstoupil do benediktinského kláštera, kde byl vzděláván v katolické liturgii. Pro nesouhlas s učením však klášter opustil a odešel do pruské Vratislavi, kde přestoupil k evangelickému učení a stal se knězem. Posléze se rozhodl k odchodu do Spojených států skýtajících nové pracovní příležitosti i náboženské svobody. Jako své prostřední jméno posléze začal užívat jméno Bolemil.

### Novinářská dráha
Po nějakou dobu se zdržoval v New Orleans v Louisianě, před rokem 1860 se pak přestěhoval do St. Louis v Missouri. Působil zde jako německy kázající evangelický pastor. V té době již v St. Louis působila početná česko-americká komunita, reprezentovaná spolkem Česko Slovanská Podpůrná Společnost (ČSPS, anglicky Czech-Slovak Protective Society), do jejíchž aktivit se Erben zapojil. Přijal roli šéfredaktora připravovaného česky psaného periodika, vydávaného díky ČSPS, pojmenovaného Národní Noviny. Dále se na jejich vzniku podíleli také Hynek Sládek a Jan Borecký. První číslo vyšlo 21. ledna 1860 v St. Louis, o pouhé tři týdny později, než František Kořízek připravil v Racine ve Wisconsinu list s názvem Slowan Amerikánský. Národní Noviny se tak staly druhým česky psaným krajanským periodikem v USA. List se však dostal do problémů s účetnictvím. Erben redigoval celkem 15 čísel. V roli šéfredaktora jej posléze vystřídal Hynek Sládek. List pak roku 1861 de facto zanikl.
S Kořízkovým souhlasem se pak redakce Národních Novin sloučila se Slowanem Amerikánským, což dalo vzniknout českým novinám Slávie. Ty začaly vycházet v říjnu 1861 a tiskly se stejně jako Slowan Amerikánský v Racine. Slávie byla zasílána do New Yorku, Indiany, Pensylvánie, Ohia, Michiganu, Missouri, Illinois, Iowy, Minnesoty a Kalifornie. Prvním redaktorem byl ustanoven Erben, po něm po čase převzal redakci Vojtěch Mašek. Na vydávání se kromě Erbena a Františka Kořízka podíleli též např. Jan Bárta Letovský a František Rostislav Mráček, který byl krátce i redaktorem.

### Sokol
Významně se pak Erben zasloužil o přenesení myšlení tělovýchovných jednot Sokol Miroslava Tyrše a Jindřicha Fugnera, vznikajících v českých zemích od počátku 60. let 19. století. Ve spolupráci s Jaroslavem Vostrovským a Karlem Procházkou začali usilovat o vznik první americké tělocvičné jednoty Sokola v St. Louis. Tyto snahy zkomplikovaly a zdržely okolnosti probíhající americké občanské války. 14. února 1865 byla v České síni (Czech Hall) v St. Louis slavnostně založena zdejší sokolská jednota, jíž se Erben stal prvním starostou. Dozvuky války však donutili jejich aktivity záhy přerušit a jednota posléze roku 1866 zanikla.
K obnovení Sokola v St. Louis pak došlo roku 1871 pod vedením Jana Aloise Olivieruse.
Roku 1904 je uveden jako pobývající u své dcery v St. Louis.

### Úmrtí
Jan Bolemil Erben zemřel roku 1923, pravděpodobně v St. Louis, ve věku 85 nebo 86 let.